# Чухелівська сільська рада
Чухелі́вська сільська́ ра́да — адміністративно-територіальна одиниця та орган місцевого самоврядування в Волочиському районі Хмельницької області. Адміністративний центр — село Чухелі.

## Загальні відомості
- Територія ради: 34,106 км²
- Населення ради: 827 осіб (станом на 2001 рік)
- Територією ради протікає Грабарка

## Населені пункти
Сільській раді підпорядковані населені пункти:
- с. Чухелі
- с. Левківці
- с. Случ

## Склад ради
Рада складається з 12 депутатів та голови.
- Голова ради: Солоненко Оксана Михайлівна
- Секретар ради: Хвищук Катерина Василівна

### Керівний склад попередніх скликань
| Прізвище, ім'я, по батькові | Основні відомості                                                             | Дата обрання | Дата звільнення |
| --------------------------- | ----------------------------------------------------------------------------- | ------------ | --------------- |
| Шамрай Валерій Юхимович     | Сільський голова, 1950 року народження, безпартійний                          | 26.03.2006   | 31.10.2010      |
| Солоненко Оксана Михайлівна | Сільський голова, 1970 року народження, освіта вища, член партії Єдиний Центр | 31.10.2010   |                 |

Примітка: таблиця складена за даними сайту Верховної Ради України

### Депутати
За результатами місцевих виборів 2010 року депутатами ради стали:

#### За суб'єктами висування
| Суб'єкт висування | Кількість обраних депутатів | %    |
| ----------------- | --------------------------- | ---- |
| Самовисування     | 10                          | 83,3 |
| Народна партія    | 2                           | 16,7 |

#### За округами
| № округу       | Прізвище, ім'я, по батькові      | Дата визнання обраним | Освіта  | Партійна приналежність | Відомості про обраного депутата                                               |
| -------------- | -------------------------------- | --------------------- | ------- | ---------------------- | ----------------------------------------------------------------------------- |
| Народна Партія |                                  |                       |         |                        |                                                                               |
| 1              | Іщук Надія Володимирівна         | 03.11.2010            | вища    | член Народної партії   | Чухелівська загальноосвітня школа, вчитель                                    |
| 2              | Андрущак Євгенія Миколаївна      | 03.11.2010            | середня | член Народної партії   | Чухелівська загальноосвітня школа, вчитель                                    |
| Самовисування  |                                  |                       |         |                        |                                                                               |
| 3              | Шара Марія Григорівна            | 03.11.2010            | вища    | позапартійна           | Чухелівська загальноосвітня школа, вчитель                                    |
| 4              | Якобчук Лариса Анатоліївна       | 03.11.2010            | середня | позапартійна           | Чухелівська загальноосвітня школа, вчитель                                    |
| 5              | Фурса Анатолій Вікторович        | 03.11.2010            | середня | позапартійний          | тимчасово не працює                                                           |
| 6              | Хіблін Олександр Миколайович     | 03.11.2010            | середня | позапартійний          | Фермерське господарство «Олена», голова                                       |
| 7              | Войтюк Любов Михайлівна          | 03.11.2010            | вища    | позапартійна           | Чухелівська загальноосвітня школа, вчитель                                    |
| 8              | Шарий Володимир Володимирович    | 03.11.2010            | середня | позапартійний          | Чухелівській сільський будинок культури, директор сільського будинку культури |
| 9              | Крупська Віра Василівна          | 03.11.2010            | середня | позапартійна           | тимчасово не працює                                                           |
| 10             | Солоненко Анатолій Володимирович | 03.11.2010            | вища    | позапартійний          | Чухелівська загальноосвітня школа, вчитель                                    |
| 11             | Хвищук Катерина Василівна        | 03.11.2010            | вища    | член Єдиного Центру    | Чухелівська сільська рада, секретар                                           |
| 12             | Фурса Олександр Павлович         | 03.11.2010            | середня | член Єдиного Центру    | Левковецький сільський клуб, завідувач клубу                                  |